# Nueva Lubecka
Nueva Lubecka (también escrita como Nueva Lubeca) es una localidad argentina ubicada en el departamento Tehuelches, provincia del Chubut, sobre la Ruta Nacional 40. Se halla a 60 km de Gobernador Costa y 337 km de Comodoro Rivadavia
La localidad se ubica a 615 m s. n. m., a orillas del Arroyo Genoa, afluente del río Senguer. En los alrededores del lugar, se encuentra un afloramiento paleozoico.

## Toponimia
El paraje lleva el nombre de la estancia contigua Nueva Lübecka, puesto por Juan Plate en honor a la ciudad natal de su mujer, Luise Sartori.

## Historia
En 1895, Juan Platte -inmigrante alemán- compró los títulos de propiedad, originados en la Conquista del Desierto, de 16 leguas cuadradas en el centro oeste de Chubut sobre el arroyo Apeleg. Luego le sumó más leguas, hasta llegar a 25.
En 1935 la Dirección Nacional de Vialidad presentó su primer esquema de numeración de rutas nacionales. En este plan la Ruta Nacional 270 (hoy Ruta Provincial 20) se extendía desde la Ruta Nacional 26 en la Estación Enrique Hermitte hasta el paraje Nueva Lubecka. En 2004, parte de la ruta que atraviesa el paraje fue renombrado como Ruta Nacional 40.
A partir de 2006, comenzaron a realizarse exploraciones en busca de hidrocarburos.
En 2022 el lugar esta en conservación y aun se observan los rasgos característicos de lo que fue un próspero establecimiento ganadero. Siendo valorados su sombra y refugio por los viajeros.